# 和光市図書館
和光市図書館（わこうしとしょかん）は、埼玉県和光市が設立・運営する公共図書館。サミットストアが1,2階が入った建物の3階に設置されている。
市内には他に下新倉分室図書館（和光市下新倉）、中央公民館図書室（和光市中央）、坂下公民館図書室（和光市新倉）、南公民館図書室（和光市南）が存在する。

## 沿革
- 1962年8月23日 - 大和町中央公民館図書室開室
- 1971年6月15日 - 和光市中央公民館図書室開室
- 1973年12月17日 - 移動図書館「やまびこ号」巡回開始
- 1974年9月17日 - 坂下公民館図書館開室
- 1981年10月1日 - 新「やまびこ号」巡回開始
- 1983年4月1日 - 和光市図書館設置及び管理条例制定、中央公民館図書室廃室
- 1983年5月1日 - 南公民館図書室開室
- 1983年8月2日 - 和光市図書館開館
- 1991年6月16日 - 移動図書館日曜巡回開始
- 1993年2月1日 - 朝霞地区四市（朝霞市、志木市、和光市、新座市）公立図書館相互利用開始
- 1998年6月2日 - 中央公民館図書室開室
- 1999年6月1日 -　祝日開館及び開館時間延長試行（2000年4月に試行期間を延長、2002年4月1日、運営規則を正式に改正した。）
- 2003年5月1日 - 郵送貸出サービスの開始
- 2004年3月22日 - 学校図書館とオンライン化し、連携を開始

### 開館時間
- 火曜日～金曜日 10時～20時土曜日・日曜日・月曜日・祝日 10時～18 時

### 休館日
- 年末年始、館内整理日（毎月第2・第4木曜日）、特別図書整理期間

## 所在地
- 埼玉県和光市本町31-1
- 和光市駅南口から徒歩8分[1]